# 프로이센 전쟁대학

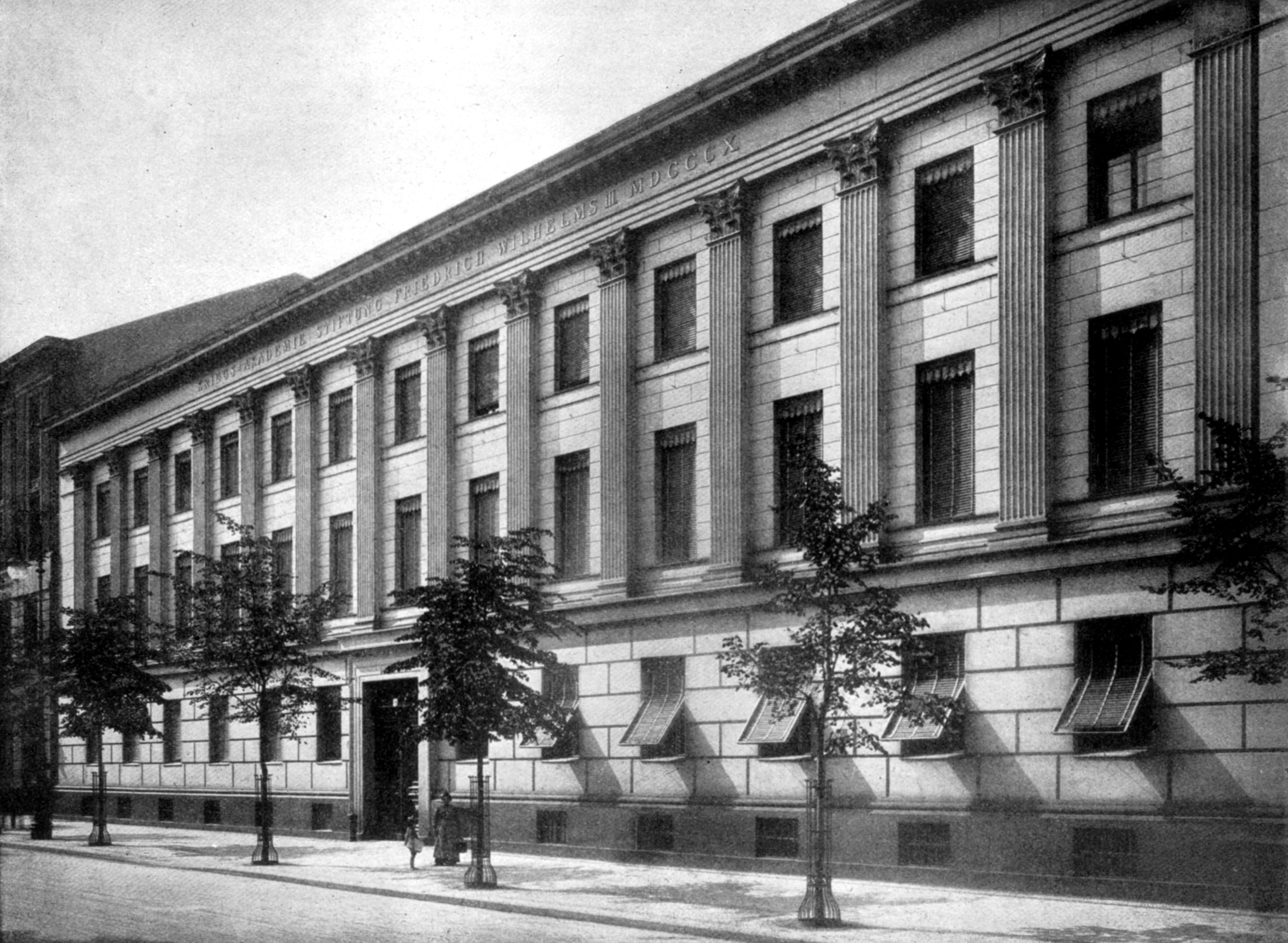

프로이센 전쟁대학(독일어: Preußische Kriegsakademie)은 프로이센 왕국에서 장군참모를 교육 및 육성하기 위한 최고 군사기관이었다.

## 같이 보기
- 독일 합동련합지휘참모대학교
- 육군대학교 (일본)